# Pedro Cruz Villalón
Pedro Cruz Villalón (Sevilla, 25 de maig de 1946) és un jurista espanyol.

## Biografia
Pedro Cruz va estudiar Dret a la Universitat de Sevilla, on es va llicenciar en 1968. En 1975 va obtenir el doctorat a la mateixa universitat, després de cursar estudis de postgrau entre 1969 i 1971 a la Universitat de Friburg (Alemanya). Entre 1978 i 1986 va ser professor adjunt de Dret polític a la Universitat de Sevilla, any en el qual va obtenir la càtedra de Dret constitucional. Va ser lletrat del Tribunal Constitucional entre els anys 1986 i 1987, accedint finalment al mateix en qualitat de magistrat en 1992, i presidint l'òrgan entre 1998 i 2001. Després d'una estada d'un any com fellow de l'Institut d'Estudis Avançats de Berlín (2001-2002), va exercir la càtedra de Dret constitucional de la Universitat Autònoma de Madrid, fins a la seva incorporació, el 30 de novembre de 2009, com a advocat general del Tribunal de Justícia de la Unió Europea, càrrec en el qual es manté en l'actualitat.
Entre 2004 i 2009 va ser, igualment, conseller d'Estat electiu, i des de 2011 és membre del Consell Econòmic i Social.
Entre els seus molts honors i distincions, destaquen la gran creu de l'Ordre de Carlos III, la Medalla de l'Ordre del Mèrit Constitucional i el seu nomenament com a Fill Predilecte d'Andalusia.

## Publicacions
- El estado de sitio y la constitución: la constitucionalización de la protección extraordinaria del Estado (1789-1878). Centro de Estudios Constitucionales, Madrid 1980, ISBN 84-259-0637-7.
- Estados excepcionales y suspensión de garantías. Tecnos, Madrid 1984, ISBN 84-309-1089-1.
- La formación del sistema europeo de control de constitucionalidad (1918-1939). Centro de Estudios Constitucionales, Madrid 1987, ISBN 84-259-0767-5.
- La curiosidad del jurista persa, y otros estudios sobre la Constitución. Centro de Estudios Políticos y Constitucionales, Madrid 1999, ISBN 84-259-1100-1.
- La Constitución inédita. Estudios ante la constitucionalización de Europa. Editorial Trotta, Madrid 2004, ISBN 84-8164-735-7.